# Гладкохохлая цесарка
Гладкохохлая цесарка (лат. Guttera plumifera) — вид птиц семейства цесарковые (Numididae). Живёт во влажном первичном лесу Центральной Африки. Имеет голую, серо-голубую кожу на шее и голове.
Длина тела 45—50 см, вес от 750 до 1000 г. Половой диморфизм не выражен. Радужина коричневая. Ноги сего-голубого цвета без шпор. У взрослых птиц на голове хохол из чёрных перьев длиной 3 см. У основания клюва свисают две кожные складки. Оперение чёрное с пятнами белого цвета. Хвост короткий.
Скрытный вид. Живёт группами по 20—40 птиц в зарослях леса. Активность наступает перед рассветом. Птицы отправляются на поиски корма, который состоит из семян, плодов, листьев и большого числа беспозвоночных.
Биология размножения мало изучена. Вероятно моногамный вид. Гнездится один раз в год. В кладке 9—10 яиц бежевого цвета.

## Классификация
Международный союз орнитологов выделяет два подвида:
- G. p. plumifera (Cassin, 1857) — южный Камерун, бассейн Конго, северный Габон и северная Ангола;
- G. p. schubotzi Reichenow, 1912 — север Конго в Восточной рифтовой долине и озеро Танганьика.